# 费尔南多·奥尔蒂斯
费尔南多·奥尔蒂斯·费尔南德斯（西班牙語：Fernando Ortiz Fernández，1899年8月24日—1986年6月14日），古巴作家、社会学家，同时也是古巴音乐方面的学者。奥尔蒂斯在1940年提出了“跨文化”的思想。

## 生平
费尔南多·奥尔蒂斯于1881年生于古巴的哈瓦那。他曾经加入过亲格拉多·马查多的自由党，并成为过议员。奥尔蒂斯一生都致力于建立研究古巴文化的机构和期刊。 他是1926年古巴语言学院的共同创始人之一，除此以外他还创立了Surco和Ultra两个期刊来推介外国文学。1937年，他创立了非洲裔古巴研究学会和非洲裔古巴研究杂志。奥尔蒂斯认为非洲裔古巴人的特征是基于他们的非洲血统，其特征被认为是“原始的”。他想展示他们文化的真正内核：语言，音乐和其他艺术。他的著作《非洲民谣音乐》 和《 非洲的演奏乐器》 仍被视为非洲裔古巴音乐研究的主要参考书。
费尔南多·奥尔蒂斯于1969年在哈瓦那去世。

## 影响
奥尔蒂斯去世后，古巴政府成立了费尔南多·奥尔蒂斯基金会，该基金会致力于协助古巴文化及社会之研究。